# Steven Blaisse

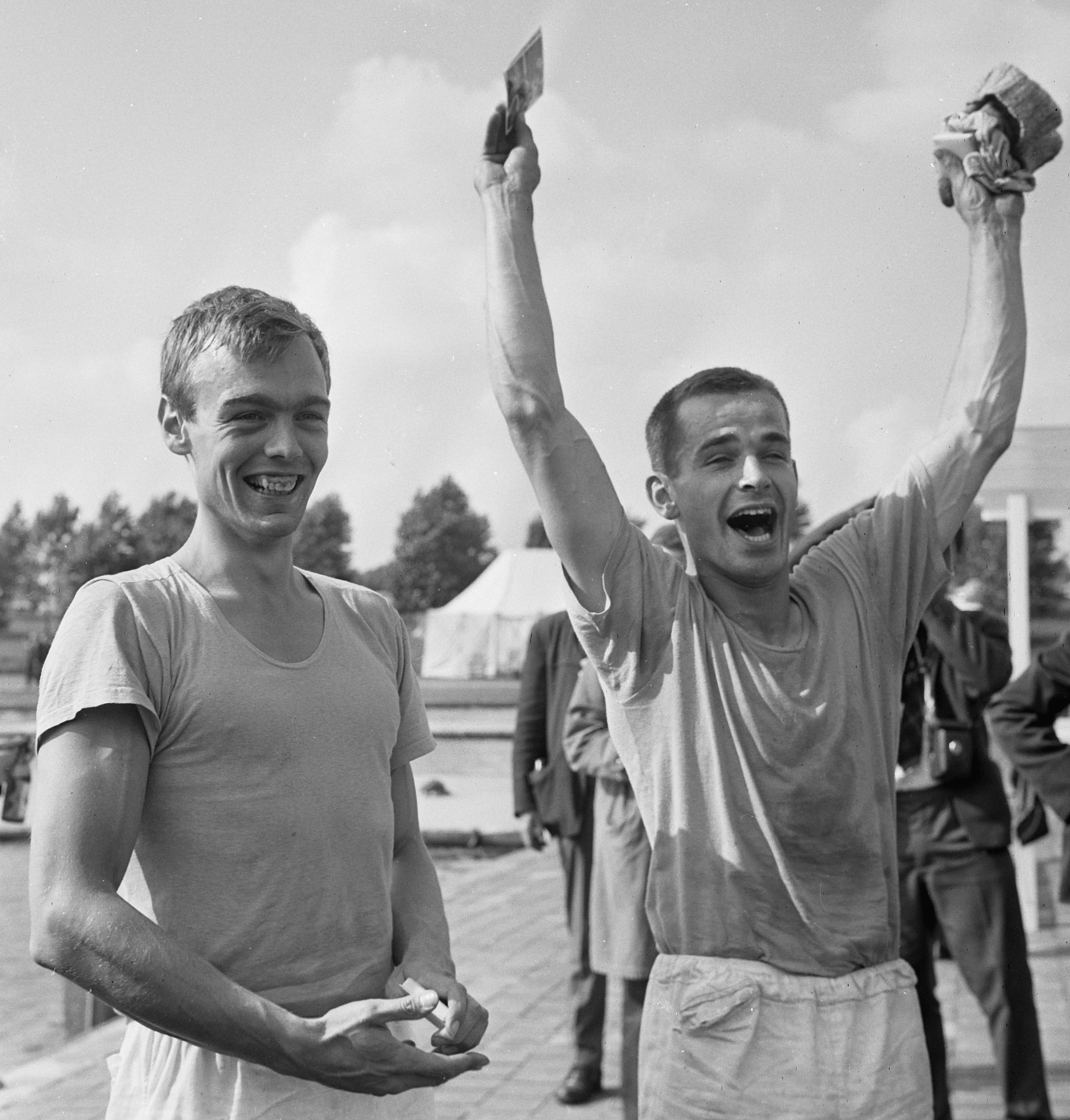
Ernst Veenemans (links) und Steven Blaisse nach dem Sieg bei den Europameisterschaften 1964

Steven Joseph Blaisse (* 7. Mai 1940 in Amsterdam; † 20. April 2001 in Brummen) war ein niederländischer Ruderer.
Der 1,80 m große Steven Blaisse vom Ruderclub Nereus Amsterdam bildete zusammen mit Schlagmann Ernst Veenemans einen Zweier ohne Steuermann. Bei den Olympischen Spielen 1960 schieden die beiden im Hoffnungslauf aus. 1961 gewannen sie die Bronzemedaille bei den Europameisterschaften in Prag hinter dem deutschen und dem finnischen Boot.
1964 fanden die Europameisterschaften auf der Bosbaan in Amsterdam statt. Veenemans und Blaisse siegten vor heimischem Publikum vor dem deutschen und dem dänischen Zweier. Auch bei den Olympischen Spielen 1964 erwiesen sich die beiden als stärkstes europäisches Boot, hinter den Kanadiern George Hungerford und Roger Jackson erhielten Veenemans und Blaisse die Silbermedaille vor dem deutschen Zweier.